# Alexis Maillé
Pour les articles homonymes, voir Maillé.
Alexis Maillé (13 août 1815, Angers - 7 décembre 1897, Angers) , entrepreneur, officier, député et maire d'Angers.

## Biographie
Né à Angers en 1815, Alexis Maillé devient apprenti puis ouvrier en menuiserie avant de devenir chef d'entreprise. Il est, par ailleurs, militaire au grade de lieutenant dans l'armée de terre. Lors de la guerre de 1870, il part sur le front combattre les Prussiens.
De retour à Angers, il devient conseiller municipal du maire René Montrieux. En 1874, il est élu député et sera réélu trois fois. En mai 1877, il est l'un des 363 députés qui s'opposent au ministère de Broglie. Il siégera  parmi les Républicains progressistes à l'Assemblée nationale jusqu'en 1886. Il est également élu premier magistrat d'Angers en 1884 et restera maire jusqu'en 1888.
Il meurt à Angers le 7 décembre 1897.

## Sources
- « Alexis Maillé », dans Adolphe Robert et Gaston Cougny, Dictionnaire des parlementaires français, Edgar Bourloton, 1889-1891 [détail de l’édition]